# Yukarıkarahalit, Tutak
Yukarıkarahalit là một xã thuộc huyện Tutak, tỉnh Ağrı, Thổ Nhĩ Kỳ. Dân số thời điểm năm 2011 là 501 người.